# Ермак
Ермак (англ. Ermac) — персонаж серії Mortal Kombat, який вперше з'явився в грі Ultimate Mortal Kombat 3, як секретний персонаж.

## Біографія
Шао Кан створив Ермака з душ убитих ним воїнів. Його точна роль в подіях МК3 невідома. Але після поразки Кана і закінчення вторгнення на Землю, Ермак залишився під контролем імператора. Так тривало до тих пір, поки Ермак не зустрів на своєму шляху сліпого мечника Кенши. Кенши з жалості звільнив Ермака від контролю Шао Кана. На знак подяки за це Ермак навчив Кенши одному зі своїх прийомів.
Будучи вільним і здатним самостійно вибирати свій шлях, Ермак вирішив спокутувати зло, яке він приніс перебуваючи під контролем Шао Кана. У Зовнішньому Світі Ермак зустрів душу Лю Кенга, якій необхідна була допомога, щоб звільнити своїх друзів від контролю Онаги. Ермак погодився йому допомогти. Удвох вони вирушили до фортеці Короля Драконів. Лю Кенг одного за іншим звільнив своїх друзів від контролю Короля Драконів, поки Ермак бився і відвертав на себе їхню увагу. І хоча Ермак був задоволений тим, що його сили, хоч раз послужили добру, він відчував, що нависла над всесвіті небезпека. Якась зловісна сила як і раніше маніпулювала світами, і в тому числі й Онагою, який не розумів, що його контролювали.
Як і всі бійці, Ермак загинув в Еденії, в битві при піраміді Аргуса.

## Спецприйоми
ТелепортЕрмак зникає і з'являється за спиною супротивника, наносячи удар рукою або ногою. У UMK3 Ермак зникає в стовпі вогню. Цей прийом може бути зроблений в повітрі. (UMK3, MKT, MKSM, MK (2011), MKX)
Силовий підйомЕрмак підіймає супротивника в повітря і з силою б'є його об землю. (UMK3, MKT, MKD, MKSM, MKA, MK (2011), MKX)
Повітряний пострілЕрмак в стрибку запускає силову кулю. (MK (2011)
Верхній постріл душЕрмак випускає з рук енергію, напрямки вгору. Цей прийом дозволяє відображати атаки з повітря. (MKX)
Таран душЕрмак летить прямо на ворога і завдає удар кулаками. Цей прийом доступний тільки в варіації Примарний. (MKX)

### Добивання
Пекельний аперкотЕрмак завдає противнику аперкот такої сили, що у ворога відлітає голова. (UMK3, MKT)
Телекінетичні удариЗа допомогою телекінезу Ермак кілька разів поспіль б'є противника про землю до тих пір поки той не вибухне. (UMK3, MKT, MKD)
Нижня силаЕрмак виконує Силовий порт, завдаючи удару ногою по противнику і відправляє зелену енергію в його тіло, яка залишає від ворога тільки зелений скелет. (MKX)

## Поява в інших медіа

### Телебачення
Ермак з'являється в одному з епізодів серіалу Смертельна битва: Захисники Землі. Він і його армія намагалися використовувати дівчину-ніндзя Рубі, щоб перемогти Джакса і заманити інших бійців в пастку. Однак, Рубі виявилася вірною своїм друзям на стороні добра, і сили Ермака були переможені.

### Фільми
Єрмак з'являвся у фільмі Смертельна битва: Винищення в якості одного з генералів Шао Кана. Після загибелі Рейна Ермак намагається зайняти його місце, як генерал Шао Кана. Роль Ермака в цьому фільмі зіграв Джон Повільна.

### Вебсеріал
Ермак з'являється в вебсеріалі Смертельна битва: Спадщина, з абсолютно новим походженням і дизайном. Згідно з його історії в серіалі, Ермак був духом охороняє меч Сенто в печері. Коли Кенши вдалося викрасти меч, Ермак його засліпив. Пізніше, Кенши і Ермак зустрілися на турнірі й після важкої сутички, Кенши вдалося вбити духа. Роль Єрмака в серіалі виконав Кім До Нгуен.